# 양천구 을
서울 양천구 을은 대한민국의 국회의원 선거구이다. 서울특별시 양천구 일부 지역을 관할한다. 현 지역구 국회의원은 더불어민주당의 이용선이다.

## 역사
1988년 대한민국 제13대 국회의원 선거를 앞두고 신설되었다. 신설 당시 양천구의 신월동과 신정동의 3~5동을 '양천구 을'으로 묶었으며 나머지 지역인 목동과 신정동의 1~2동을 '양천구 갑'으로 명명하였다.
1992년 제14대 총선을 앞두고 신월7동이 신설되었다.
2012년 제19대 총선을 앞두고 신정5동이 통합되었다.

## 관할 구역
| 대수        | 관할 구역                                                                                       |
| ----------- | ----------------------------------------------------------------------------------------------- |
| 13대        | 양천구 신월1동, 신월2동, 신월3동, 신월4동, 신월5동, 신월6동, 신정3동, 신정4동, 신정5동          |
| 14대 ~ 18대 | 양천구 신월1동, 신월2동, 신월3동, 신월4동, 신월5동, 신월6동, 신월7동, 신정3동, 신정4동, 신정5동 |
| 19대 ~ 현재 | 양천구 신월1동, 신월2동, 신월3동, 신월4동, 신월5동, 신월6동, 신월7동, 신정3동, 신정4동          |

## 역대 국회의원
| 선거   | 정당 | 정당           | 의원   |
| ------ | ---- | -------------- | ------ |
| 1988년 |      | 평화민주당     | 김영배 |
| 1992년 |      | 민주당         | 김영배 |
| 1996년 |      | 새정치국민회의 | 김영배 |
| 2000년 |      | 새천년민주당   | 김영배 |
| 2003년 |      | 한나라당       | 오경훈 |
| 2004년 |      | 열린우리당     | 김낙순 |
| 2008년 |      | 한나라당       | 김용태 |
| 2012년 |      | 새누리당       | 김용태 |
| 2016년 |      | 새누리당       | 김용태 |
| 2020년 |      | 더불어민주당   | 이용선 |
| 2024년 |      | 더불어민주당   | 이용선 |

## 역대 선거 결과

### 대한민국 제13대 국회의원 선거
|  | 35.14% |

|  | 25.23% |

|  | 22.21% |

|  | 16.24% |

|  | 1.16% |

### 대한민국 제14대 국회의원 선거
|  | 43.37% |

|  | 38.70% |

|  | 17.91% |

### 대한민국 제15대 국회의원 선거
|  | 38.60% |

|  | 32.08% |

|  | 18.06% |

|  | 11.24% |

### 대한민국 제16대 국회의원 선거
|  | 48.10% |

|  | 44.10% |

|  | 4.71% |

|  | 3.08% |

### 2003년 대한민국 재보궐선거
|  | 48.80% |

|  | 46.38% |

|  | 4.80% |

### 대한민국 제17대 국회의원 선거
|  | 40.02% |

|  | 39.60% |

|  | 15.11% |

|  | 5.25% |

### 대한민국 제18대 국회의원 선거
|  | 50.47% |

|  | 47.17% |

|  | 2.35% |

### 대한민국 제19대 국회의원 선거
|  | 49.39% |

|  | 47.59% |

|  | 1.88% |

|  | 1.13% |

### 대한민국 제20대 국회의원 선거
|  | 41.97% |

|  | 39.92% |

|  | 18.10% |

### 대한민국 제21대 국회의원 선거
|  | 57.53% |

|  | 41.28% |

|  | 0.68% |

|  | 0.49% |

### 대한민국 제22대 국회의원 선거
|  | 57.47% |

|  | 42.52% |